# インサイドインフォメーション (競走馬)
インサイドインフォメーション（Inside Information、1991年5月23日 - 2017年10月14日）はアメリカ合衆国の競走馬、繁殖牝馬。1995年のブリーダーズカップ・ディスタフを制し、同年のエクリプス賞最優秀古牝馬に選ばれた。

## 戦績

### 1993年（2歳）
9月15日にベルモントパーク競馬場でデビューを果たし7馬身1/2差で勝利した。しかし2戦目となるアローワンスではゲートにぶつかるアクシデントもあり3着に敗れた。

### 1994年（3歳）
アローワンスを2戦した後ボニーミスステークスで重賞初勝利、続くアッシュランドステークスを5馬身1/2差で勝ちG1競走初勝利をあげる。エイコーンステークスでは後続に11馬身差をつける圧勝劇を演じるがマザーグースステークスではレイクウェイの3着に敗れた。その後11月に復帰すると緒戦のアローワンスをレースレコードとなる1:16.0で勝利した。

### 1995年（4歳）
4月26日のアローワンスに勝利しシュヴィーハンデキャップに出走、前年のエクリプス賞最優秀古牝馬スカイビューティも出走しており、4頭という少頭数で行われた。ここでスカイビューティに5馬身1/2差をつけ完勝し、世代交代を印象付けた。その後重賞を2戦して何れも勝利した後、バレリーナハンデキャップに出走するがスタート直後に大きくつまづき2着に敗れ連勝は5で止まった。しかし続くラフィアンハンデキャップでは11馬身差をつける圧勝、スピンスターステークスでもアタマ差ながら勝利した。そして引退競走に定めていたブリーダーズカップ・ディスタフに出走。前年のエクリプス賞最優秀3歳牝馬であり今年G1競走5戦して4連勝2着1回というほぼ完璧な戦績のヘヴンリープライズや、今年12戦9勝2着2回で牝馬ながらにケンタッキーダービーに挑戦（結果は16着）したセレナーズソングらが出走しており、インサイドインフォメーションとヘヴンリープライズがカップリングの1番人気に推されセレナーズソングが2番人気になっていた。レースではインサイドインフォメーションが積極的にハナを奪うと直線でさらに突き放し後続にブリーダーズカップ史上最大となる13馬身もの着差をつけて優勝した。またブリーダーズカップ･ディスタフのパフォーマンスが決定打となりエクリプス賞最優秀古牝馬に選ばれた。

## 競走成績
| 出走日     | 競馬場                 | 競走名            | 格 | 距離    | 着順 | 騎手       | 着差       | 1着（2着）馬        |
| ---------- | ---------------------- | ----------------- | -- | ------- | ---- | ---------- | ---------- | ------------------- |
| 1993.09.15 | ベルモントパーク       | メイドン          |    | ダ6f    | 1着  | M.スミス   | 7 1/2馬身  | (Jade Flush)        |
| 1993.11.02 | アケダクト             | アローワンス      |    | ダ8f    | 3着  | M.スミス   | 3馬身      | Sovereign Kitty     |
| 1994.02.06 | ガルフストリームパーク | アローワンス      |    | ダ7f    | 1着  | M.スミス   | 7馬身      | (Blushing Blond)    |
| 1994.02.21 | ガルフストリームパーク | アローワンス      |    | ダ8.5f  | 1着  | M.スミス   | クビ       | (Cinnamon Sugar)    |
| 1994.03.05 | ガルフストリームパーク | ボニーミスS       | G2 | ダ8.5f  | 1着  | M.スミス   | 2 3/4馬身  | (Cinnamon Sugar)    |
| 1994.04.23 | キーンランド           | アッシュランドS   | G1 | ダ8.5f  | 1着  | M.スミス   | 5 1/2馬身  | (Bunting)           |
| 1994.05.08 | ベルモントパーク       | エイコーンS       | G1 | ダ8f    | 1着  | M.スミス   | 11馬身     | (Cinnamon Sugar)    |
| 1994.06.12 | ベルモントパーク       | マザーグースS     | G1 | ダ9f    | 3着  | M.スミス   | 10 1/4馬身 | Lakeway             |
| 1994.11.18 | アケダクト             | アローワンス      |    | ダ6.5f  | 1着  | M.スミス   | 8馬身      | (Little Buckles)    |
| 1995.04.26 | キーンランド           | アローワンス      |    | ダ7f    | 1着  | M.スミス   | 4馬身      | (Traverse City)     |
| 1995.05.20 | ベルモントパーク       | シュヴィーH       | G1 | ダ8f    | 1着  | J.サントス | 5 1/2馬身  | (Sky Beauty)        |
| 1995.06.03 | モンマスパーク         | バドワイザーBCH   | G3 | ダ8f70y | 1着  | M.スミス   | 2 1/4馬身  | (Morning Meadow)    |
| 1995.07.04 | モンマスパーク         | モリーピッチャーH | G2 | ダ8.5f  | 1着  | M.スミス   | 6 3/4馬身  | (Jade Flush)        |
| 1995.08.13 | サラトガ               | バレリーナH       | G1 | ダ7f    | 2着  | M.スミス   | 6馬身      | Classy Mirage       |
| 1995.09.16 | ベルモントパーク       | ラフィアンH       | G1 | ダ8.5f  | 1着  | M.スミス   | 11馬身     | (Unlawful Behavior) |
| 1995.10.08 | キーンランド           | スピンスターS     | G1 | ダ9f    | 1着  | M.スミス   | アタマ     | (Jade Flush)        |
| 1995.10.28 | ベルモントパーク       | BCディスタフ      | G1 | ダ9f    | 1着  | M.スミス   | 13 1/2馬身 | (Heavenly Prize)    |

## 引退後
2005年のエクリプス賞最優秀3歳牝馬であるスマッグラー（父Unbridled）を生み、繁殖牝馬としても一流の成績を残した。スマッグラーはインサイドインフォメーションが勝てなかったマザーグースステークスに勝利した。
しかし1998年に生まれた父Seeking the Goldの牡馬は競走馬になる前に死亡、2006年に生まれた父Unbridled's Songの牡馬も名前をつける前に死亡するなど、何頭かの産駒はウォブラー症候群に見舞われ競走馬になることができなかった。2017年10月14日に老衰のため死亡した。
スマッグラーの子孫からは、2024年のサマーチャンピオンを勝ったアラジンバローズなどが出ている。

### 主な産駒
- Smuggler（エクリプス賞最優秀3歳牝馬、マザーグースステークス、コーチングクラブアメリカンオークス）

### 表彰
- 1995年 エクリプス賞最優秀古牝馬
- 2008年 アメリカ競馬名誉の殿堂博物館に殿堂馬として選出

## 血統表
| インサイドインフォメーション (Inside Information)の血統 | インサイドインフォメーション (Inside Information)の血統 | インサイドインフォメーション (Inside Information)の血統 | （血統表の出典）               | （血統表の出典） |
| 父系                                                    | ダマスカス系                                            | ダマスカス系                                            | ダマスカス系                   | [ § 2 ]          |
| 父 Private Account 1976 鹿毛                            | 父の父Damascus 1964 鹿毛                                | Sword Dancer                                            | Sunglow                        | Sunglow          |
| 父 Private Account 1976 鹿毛                            | 父の父Damascus 1964 鹿毛                                | Sword Dancer                                            | Highland Fling                 |                  |
| 父 Private Account 1976 鹿毛                            | 父の父Damascus 1964 鹿毛                                | Kerala                                                  | My Babu                        | My Babu          |
| 父 Private Account 1976 鹿毛                            | 父の父Damascus 1964 鹿毛                                | Kerala                                                  | Blade of Time                  |                  |
| 父 Private Account 1976 鹿毛                            | 父の母Numbered Account 1969 鹿毛                        | Buckpasser                                              | Tom Fool                       | Tom Fool         |
| 父 Private Account 1976 鹿毛                            | 父の母Numbered Account 1969 鹿毛                        | Buckpasser                                              | Busanda                        |                  |
| 父 Private Account 1976 鹿毛                            | 父の母Numbered Account 1969 鹿毛                        | Intriguing                                              | Swaps                          | Swaps            |
| 父 Private Account 1976 鹿毛                            | 父の母Numbered Account 1969 鹿毛                        | Intriguing                                              | Glamour                        |                  |
| 母 Pure Profit 1982 栗毛                                | 母の父Key to the Mint 1969 鹿毛                         | Graustark                                               | Ribot                          | Ribot            |
| 母 Pure Profit 1982 栗毛                                | 母の父Key to the Mint 1969 鹿毛                         | Graustark                                               | Flower Bowl                    |                  |
| 母 Pure Profit 1982 栗毛                                | 母の父Key to the Mint 1969 鹿毛                         | Key Bridge                                              | Princequillo                   | Princequillo     |
| 母 Pure Profit 1982 栗毛                                | 母の父Key to the Mint 1969 鹿毛                         | Key Bridge                                              | Blue Banner                    |                  |
| 母 Pure Profit 1982 栗毛                                | 母の母Clear Ceiling 1968 鹿毛                           | Bold Ruler                                              | Nasrullah                      | Nasrullah        |
| 母 Pure Profit 1982 栗毛                                | 母の母Clear Ceiling 1968 鹿毛                           | Bold Ruler                                              | Miss Disco                     |                  |
| 母 Pure Profit 1982 栗毛                                | 母の母Clear Ceiling 1968 鹿毛                           | Grey Flight                                             | Mahmoud                        | Mahmoud          |
| 母 Pure Profit 1982 栗毛                                | 母の母Clear Ceiling 1968 鹿毛                           | Grey Flight                                             | Planetoid F-No.5-f             |                  |
| 母系(F-No.)                                             | (FN:5-f)                                                | (FN:5-f)                                                | (FN:5-f)                       | [ § 3 ]          |
| 5代内の近親交配                                         | Nasrullah 4×5、War Admiral 5×5                          | Nasrullah 4×5、War Admiral 5×5                          | Nasrullah 4×5、War Admiral 5×5 | [ § 4 ]          |
| 出典                                                    | 1. 2. 3. 4.                                             | 1. 2. 3. 4.                                             | 1. 2. 3. 4.                    | 1. 2. 3. 4.      |

- 父Private AccountはPersonal EnsignやEast of the Moonなど牝馬の活躍馬を多く輩出している。
- 5代母La ChicaはNative Dancerの3代母。